# Major League Soccer 2006
Navigation
Édition précédente Édition suivante
La Major league Soccer 2006 est la 11e saison de la Major League Soccer, le championnat professionnel de football (soccer) des États-Unis.
Deux places qualificatives pour la Coupe des champions de la CONCACAF 2007 sont attribuées au vainqueur du Supporters' Shield et au vainqueur du championnat.

## Changements par rapport à 2005
- L'équipe des MetroStars, après avoir été rachetée en mars par Red Bull, est rebaptisée Red Bulls de New York.
- Les Earthquakes de San José quittent la Californie pour le Texas et deviennent le Dynamo de Houston.
- Le 11 juin, l'équipe de Chicago inaugure son nouveau stade, le Toyota Park.
- La meilleure équipe de la saison régulière est qualifiée automatiquement pour la Coupe des champions de la CONCACAF 2007.

## Les 12 franchises participantes

### Carte
| Fire de Chicago Chivas USA Rapids du · Colorado Crew de · Columbus D.C. United FC Dallas Wizards de · Kansas City Dynamo de Houston Galaxy de Los Angeles Revolution de la · Nouvelle-Angleterre Red Bulls de · New York Real Salt Lake |

| Association de l'Ouest - Chivas USA - Rapids du Colorado - FC Dallas - Dynamo de Houston (N) - Galaxy de Los Angeles - Real Salt Lake | Association de l'Est - Fire de Chicago - Crew de Columbus - D.C. United - Wizards de Kansas City - Revolution de la Nouvelle-Angleterre - Red Bulls de New York |

### Stades
| Fire de Chicago  | Chivas USA        | Rapids du Colorado         | Crew de Columbus      |
| ---------------- | ----------------- | -------------------------- | --------------------- |
| Toyota Park      | Home Depot Center | Invesco Field at Mile High | Columbus Crew Stadium |
| Capacité: 20 000 | Capacité: 27 000  | Capacité: 76 125           | Capacité: 22 555      |
|                  |                   |                            |                       |

| D.C. United          | FC Dallas        | Dynamo de Houston | Wizards de Kansas City |
| -------------------- | ---------------- | ----------------- | ---------------------- |
| RFK Memorial Stadium | Pizza Hut Park   | Robertson Stadium | Arrowhead Stadium      |
| Capacité: 46 000     | Capacité: 20 500 | Capacité: 32 000  | Capacité: 81 425       |
|                      |                  |                   |                        |

| Galaxy de Los Angeles | Revolution de la Nouvelle-Angleterre | New York Red Bulls | Real Salt Lake      |
| --------------------- | ------------------------------------ | ------------------ | ------------------- |
| Home Depot Center     | Gillette Stadium                     | Giants Stadium     | Rice-Eccles Stadium |
| Capacité: 27 000      | Capacité: 68 756                     | Capacité: 80 200   | Capacité: 45 017    |
|                       |                                      |                    |                     |

### Entraîneurs
Durant l'intersaison, Bob Bradley remplace Hans Westerhof aux Chivas USA et Sigi Schmid remplace Robert Warzycha au Crew de Columbus.
| Équipe                               | Entraîneur                                                        |
| ------------------------------------ | ----------------------------------------------------------------- |
| Fire de Chicago                      | Dave Sarachan                                                     |
| Chivas USA                           | Bob Bradley                                                       |
| Rapids du Colorado                   | Fernando Clavijo                                                  |
| Crew de Columbus                     | Sigi Schmid                                                       |
| D.C. United                          | Piotr Nowak                                                       |
| FC Dallas                            | Colin Clarke                                                      |
| Dynamo de Houston                    | Dominic Kinnear                                                   |
| Wizards de Kansas City               | Bob Gansler Brian Bliss (19/07/2006)                              |
| Galaxy de Los Angeles                | Steve Sampson Frank Yallop (06/06/2006)                           |
| Revolution de la Nouvelle-Angleterre | Steve Nicol                                                       |
| Red Bulls de New York                | Mo Johnston Richie Williams (27/06/2006) Bruce Arena (18/07/2006) |
| Real Salt Lake                       | John Ellinger                                                     |

## Format de la compétition
- Les 12 équipes sont réparties en 2 conférences : Conférence Ouest (6 équipes) et la Conférence Est (6 équipes).
- Toutes les équipes disputent 32 rencontres qui se répartissent comme suit :
  - 4 rencontres (deux à domicile et deux à l'extérieur) contre chaque équipe de sa conférence
  - 2 rencontres (une à domicile et une à l'extérieur) contre chaque équipe de la conférence opposée
- La victoire vaut 3 points, le match nul rapporte 1 point et la défaite ne rapporte aucun point.
- Les quatre meilleures équipes de chaque conférence se qualifient pour les séries éliminatoires.
- La différence particulière (points dans les confrontations directes) puis la différence de buts générale départagent les équipes en cas d'égalité.

## Saison régulière

### Classements des conférences Ouest et Est
| Rang | Équipe                  | Pts | J  | G  | N  | P  | Bp | Bc | Diff |
| ---- | ----------------------- | --- | -- | -- | -- | -- | -- | -- | ---- |
| 1    | FC Dallas               | 52  | 32 | 16 | 4  | 12 | 48 | 44 | +4   |
| 2    | Dynamo de Houston       | 46  | 32 | 11 | 13 | 8  | 44 | 40 | +4   |
| 3    | C.D. Chivas USA         | 43  | 32 | 10 | 13 | 9  | 45 | 42 | +3   |
| 4    | Rapids du Colorado      | 41  | 32 | 11 | 8  | 13 | 36 | 49 | -13  |
| 5    | Galaxy de Los Angeles T | 39  | 32 | 11 | 6  | 15 | 37 | 37 | 0    |
| 6    | Real Salt Lake          | 39  | 32 | 10 | 9  | 13 | 45 | 49 | -4   |

| Rang | Équipe                               | Pts | J  | G  | N  | P  | Bp | Bc | Diff |
| ---- | ------------------------------------ | --- | -- | -- | -- | -- | -- | -- | ---- |
| 1    | D.C. United                          | 55  | 32 | 15 | 10 | 7  | 52 | 38 | +14  |
| 2    | Revolution de la Nouvelle-Angleterre | 48  | 32 | 12 | 12 | 8  | 39 | 35 | +4   |
| 3    | Fire de Chicago C                    | 47  | 32 | 13 | 8  | 11 | 43 | 41 | +2   |
| 4    | Red Bulls de New York                | 39  | 32 | 9  | 12 | 11 | 41 | 41 | 0    |
| 5    | Wizards de Kansas City               | 38  | 32 | 10 | 8  | 14 | 43 | 45 | -2   |
| 6    | Crew de Columbus                     | 33  | 32 | 8  | 9  | 15 | 30 | 42 | -12  |

- MLS Supporters' Shield, qualification pour la Coupe des champions de la CONCACAF 2007, les séries éliminatoires et le troisième tour de la Coupe des États-Unis de soccer 2007
- Franchise qualifiée pour les séries éliminatoires et le troisième tour de la Coupe des États-Unis de soccer 2007
- Franchise qualifiée pour les séries éliminatoires et les finales du tour préliminaire de la Coupe des États-Unis de soccer 2007
- Franchise non qualifiée pour les séries éliminatoires et qualification pour les demi-finales du tour préliminaire de la Coupe des États-Unis de soccer 2007

T : Tenant du titre

C : Vainqueur de la Coupe des États-Unis de soccer 2006

### Résultats
Source : Résultats de la saison

#### Matchs inter-conférences
| Résultats (▼dom., ►ext.)                                   | CHIC | CHIV | COLO | COLU | DCU | FCD | HOU | KAN | LA  | N.-A. | NY  | RSL |
| Fire de Chicago                                            |      | 1-2  | 1-0  |      |     | 2-3 | 2-2 |     | 2-1 |       |     | 2-1 |
| Chivas USA                                                 | 1-0  |      |      | 2-0  | 1-2 |     |     | 1-1 |     | 1-1   | 0-0 |     |
| Rapids du Colorado                                         | 1-0  |      |      | 3-1  | 2-1 |     |     | 1-0 |     | 3-2   | 1-1 |     |
| Crew de Columbus                                           |      | 1-1  | 1-0  |      |     | 3-1 | 1-1 |     | 1-1 |       |     | 1-2 |
| D.C. United                                                |      | 2-0  | 1-1  |      |     | 1-1 | 2-0 |     | 2-5 |       |     | 1-1 |
| FC Dallas                                                  | 3-2  |      |      | 1-2  | 0-1 |     |     | 2-1 |     | 4-0   | 2-1 |     |
| Dynamo de Houston                                          | 0-1  |      |      | 1-1  | 1-0 |     |     | 1-2 |     | 1-1   | 1-1 |     |
| Wizards de Kansas City                                     |      | 2-1  | 4-1  |      |     | 1-0 | 2-3 |     | 0-2 |       |     | 3-3 |
| Galaxy de Los Angeles                                      | 1-1  |      |      | 0-1  | 1-1 |     |     | 2-1 |     | 0-1   | 1-0 |     |
| Revolution de la Nouvelle-Angleterre                       |      | 3-1  | 3-1  |      |     | 1-0 | 1-1 |     | 4-0 |       |     | 1-3 |
| Red Bulls de New York                                      |      | 5-4  | 1-0  |      |     | 1-2 | 1-1 |     | 2-1 |       |     | 6-0 |
| Real Salt Lake                                             | 3-1  |      |      | 0-1  | 2-1 |     |     | 2-1 |     | 0-0   | 1-1 |     |
| - Victoire à domicile - Match nul - Victoire à l'extérieur |      |      |      |      |     |     |     |     |     |       |     |     |

#### Matchs intra-conférences

##### Conférence Ouest
| Résultats (▼dom., ►ext.)                                   | CHIV | COLO | FCD | HOU | LA  | RSL | CHIV | COLO | FCD | HOU | LA  | RSL |
| Chivas USA                                                 |      | 4-1  | 3-0 | 1-1 | 1-2 | 3-0 |      | 1-0  | 1-1 | 3-2 | 0-0 | 1-1 |
| Rapids du Colorado                                         | 1-1  |      | 2-2 | 0-1 | 1-0 | 1-0 | 3-3  |      | 0-2 | 1-0 | 1-0 | 1-4 |
| FC Dallas                                                  | 2-1  | 1-0  |     | 1-1 | 1-0 | 2-1 | 0-1  | 4-1  |     | 1-0 | 2-1 | 2-1 |
| Dynamo de Houston                                          | 3-1  | 5-2  | 4-3 |     | 2-1 | 2-1 | 0-0  | 3-3  | 1-0 |     | 0-1 | 2-1 |
| Galaxy de Los Angeles                                      | 1-2  | 0-1  | 2-0 | 0-0 |     | 0-3 | 3-0  | 0-0  | 5-2 | 1-2 |     | 2-0 |
| Real Salt Lake                                             | 0-0  | 2-2  | 0-1 | 3-1 | 2-3 |     | 3-3  | 0-1  | 3-2 | 1-1 | 1-0 |     |
| - Victoire à domicile - Match nul - Victoire à l'extérieur |      |      |     |     |     |     |      |      |     |     |     |     |

##### Conférence Est
| Résultats (▼dom., ►ext.)                                   | CHIC | COLU | DCU | KAN | N.-A. | NY  | CHIC | COLU | DCU | KAN | N.-A. | NY  |
| Fire de Chicago                                            |      | 0-0  | 1-1 | 1-0 | 3-3   | 2-0 |      | 1-4  | 1-0 | 3-0 | 1-2   | 2-1 |
| Crew de Columbus                                           | 1-1  |      | 1-1 | 0-1 | 1-1   | 0-2 | 1-2  |      | 0-1 | 0-1 | 3-0   | 1-0 |
| D.C. United                                                | 1-0  | 5-1  |     | 2-1 | 1-0   | 2-2 | 2-3  | 3-2  |     | 1-0 | 1-2   | 4-3 |
| Wizards de Kansas City                                     | 1-1  | 3-1  | 1-3 |     | 1-0   | 1-1 | 3-2  | 4-0  | 2-3 |     | 1-1   | 2-2 |
| Revolution de la Nouvelle-Angleterre                       | 1-2  | 1-0  | 1-1 | 0-0 |       | 3-2 | 0-1  | 1-0  | 1-1 | 1-1 |       | 1-0 |
| Red Bulls de New York                                      | 1-1  | 0-0  | 1-4 | 1-0 | 0-0   |     | 1-0  | 1-0  | 0-0 | 3-2 | 0-2   |     |
| - Victoire à domicile - Match nul - Victoire à l'extérieur |      |      |     |     |       |     |      |      |     |     |       |     |

## Séries éliminatoires

### Règlement
Les équipes classées premières de leur conférence affrontent le quatrième de leur conférence en demi-finale de conférence (le deuxième affrontant le troisième) qui se déroulent par match aller-retour, avec match retour chez l'équipe la mieux classée. En cas d'égalité, à l'issue des deux matchs, une prolongation de deux fois quinze minutes a lieu. Si les équipes ne se départagent pas, une séance de tirs au but a alors lieu.
Les finales de conférence se déroulent sur les terrains des équipes les mieux classées tandis que la finale MLS a lieu au Pizza Hut Park de Frisco.
Ces 2 tours se déroulent en un seul match, avec prolongation et tirs au but pour départager si nécessaire les équipes.
Le vainqueur du championnat se qualifie pour les quarts de finale de la Coupe des champions de la CONCACAF 2007.

### Tableau
Les résultats des tirs au but sont marqués entre parenthèses.
|  | Demi-finales de Conférence              | Demi-finales de Conférence              | Demi-finales de Conférence              | Demi-finales de Conférence              |                                         |                                         | Finales de Conférence               | Finales de Conférence               | Finales de Conférence               | Finales de Conférence               |  |  | MLS Cup 2006                        | MLS Cup 2006                        | MLS Cup 2006                        | MLS Cup 2006                        |
|  |                                         |                                         |                                         |                                         |                                         |                                         |                                     |                                     |                                     |                                     |  |  |                                     |                                     |                                     |                                     |
|  | 21 et 29 octobre                        | 21 et 29 octobre                        | 21 et 29 octobre                        | 21 et 29 octobre                        |                                         |                                         | 5 novembre, RFK Stadium, Washington | 5 novembre, RFK Stadium, Washington | 5 novembre, RFK Stadium, Washington | 5 novembre, RFK Stadium, Washington |  |  | 12 novembre, Pizza Hut Park, Frisco | 12 novembre, Pizza Hut Park, Frisco | 12 novembre, Pizza Hut Park, Frisco | 12 novembre, Pizza Hut Park, Frisco |
|  | 21 et 29 octobre                        | 21 et 29 octobre                        | 21 et 29 octobre                        | 21 et 29 octobre                        |                                         |                                         | 5 novembre, RFK Stadium, Washington | 5 novembre, RFK Stadium, Washington | 5 novembre, RFK Stadium, Washington | 5 novembre, RFK Stadium, Washington |  |  | 12 novembre, Pizza Hut Park, Frisco | 12 novembre, Pizza Hut Park, Frisco | 12 novembre, Pizza Hut Park, Frisco | 12 novembre, Pizza Hut Park, Frisco |
|  | E1 D.C. United                          | E1 D.C. United                          | 1                                       | 1                                       |                                         |                                         | 5 novembre, RFK Stadium, Washington | 5 novembre, RFK Stadium, Washington | 5 novembre, RFK Stadium, Washington | 5 novembre, RFK Stadium, Washington |  |  | 12 novembre, Pizza Hut Park, Frisco | 12 novembre, Pizza Hut Park, Frisco | 12 novembre, Pizza Hut Park, Frisco | 12 novembre, Pizza Hut Park, Frisco |
|  | E1 D.C. United                          | E1 D.C. United                          | 1                                       | 1                                       |                                         |                                         | 5 novembre, RFK Stadium, Washington | 5 novembre, RFK Stadium, Washington | 5 novembre, RFK Stadium, Washington | 5 novembre, RFK Stadium, Washington |  |  | 12 novembre, Pizza Hut Park, Frisco | 12 novembre, Pizza Hut Park, Frisco | 12 novembre, Pizza Hut Park, Frisco | 12 novembre, Pizza Hut Park, Frisco |
|  | E4 Red Bulls de New York                | E4 Red Bulls de New York                | 0                                       | 1                                       |                                         |                                         | 5 novembre, RFK Stadium, Washington | 5 novembre, RFK Stadium, Washington | 5 novembre, RFK Stadium, Washington | 5 novembre, RFK Stadium, Washington |  |  | 12 novembre, Pizza Hut Park, Frisco | 12 novembre, Pizza Hut Park, Frisco | 12 novembre, Pizza Hut Park, Frisco | 12 novembre, Pizza Hut Park, Frisco |
|  | E4 Red Bulls de New York                | E4 Red Bulls de New York                | 0                                       | 1                                       | E1 D.C. United                          | E1 D.C. United                          | 0                                   | 0                                   |                                     |                                     |  |  | 12 novembre, Pizza Hut Park, Frisco | 12 novembre, Pizza Hut Park, Frisco | 12 novembre, Pizza Hut Park, Frisco | 12 novembre, Pizza Hut Park, Frisco |
|  | 22 et 28 octobre                        |                                         |                                         |                                         | E1 D.C. United                          | E1 D.C. United                          | 0                                   | 0                                   |                                     |                                     |  |  | 12 novembre, Pizza Hut Park, Frisco | 12 novembre, Pizza Hut Park, Frisco | 12 novembre, Pizza Hut Park, Frisco | 12 novembre, Pizza Hut Park, Frisco |
|  |                                         |                                         | E2 Revolution de la Nouvelle-Angleterre | E2 Revolution de la Nouvelle-Angleterre | 1                                       | 1                                       |                                     |                                     |                                     |                                     |  |  | 12 novembre, Pizza Hut Park, Frisco | 12 novembre, Pizza Hut Park, Frisco | 12 novembre, Pizza Hut Park, Frisco | 12 novembre, Pizza Hut Park, Frisco |
|  | E3 Fire de Chicago                      | E3 Fire de Chicago                      | E2 Revolution de la Nouvelle-Angleterre | E2 Revolution de la Nouvelle-Angleterre | 1                                       | 1                                       | 1                                   | 1 (2)                               |                                     |                                     |  |  | 12 novembre, Pizza Hut Park, Frisco | 12 novembre, Pizza Hut Park, Frisco | 12 novembre, Pizza Hut Park, Frisco | 12 novembre, Pizza Hut Park, Frisco |
|  | E3 Fire de Chicago                      | E3 Fire de Chicago                      | 5 novembre, Robertson Stadium, Houston  |                                         |                                         |                                         | 1                                   | 1 (2)                               |                                     |                                     |  |  | 12 novembre, Pizza Hut Park, Frisco | 12 novembre, Pizza Hut Park, Frisco | 12 novembre, Pizza Hut Park, Frisco | 12 novembre, Pizza Hut Park, Frisco |
|  | E2 Revolution de la Nouvelle-Angleterre | E2 Revolution de la Nouvelle-Angleterre | 0                                       | 2 (4)                                   |                                         |                                         |                                     |                                     |                                     |                                     |  |  | 12 novembre, Pizza Hut Park, Frisco | 12 novembre, Pizza Hut Park, Frisco | 12 novembre, Pizza Hut Park, Frisco | 12 novembre, Pizza Hut Park, Frisco |
|  | E2 Revolution de la Nouvelle-Angleterre | E2 Revolution de la Nouvelle-Angleterre | 0                                       | 2 (4)                                   | E2 Revolution de la Nouvelle-Angleterre | E2 Revolution de la Nouvelle-Angleterre | 1 (3)                               | 1 (3)                               |                                     |                                     |  |  |                                     |                                     |                                     |                                     |
|  | 21 et 28 octobre                        |                                         |                                         |                                         | E2 Revolution de la Nouvelle-Angleterre | E2 Revolution de la Nouvelle-Angleterre | 1 (3)                               | 1 (3)                               |                                     |                                     |  |  |                                     |                                     |                                     |                                     |
|  |                                         |                                         | O2 Dynamo de Houston                    | O2 Dynamo de Houston                    | 1 (4)                                   | 1 (4)                                   |                                     |                                     |                                     |                                     |  |  |                                     |                                     |                                     |                                     |
|  | O1 FC Dallas                            | O1 FC Dallas                            | O2 Dynamo de Houston                    | O2 Dynamo de Houston                    | 1 (4)                                   | 1 (4)                                   | 2                                   | 2 (4)                               |                                     |                                     |  |  |                                     |                                     |                                     |                                     |
|  | O1 FC Dallas                            | O1 FC Dallas                            |                                         |                                         |                                         |                                         |                                     |                                     |                                     |                                     |  |  |                                     |                                     |                                     |                                     |
|  | O4 Rapids du Colorado                   | O4 Rapids du Colorado                   | 1                                       | 3 (5)                                   |                                         |                                         |                                     |                                     |                                     |                                     |  |  |                                     |                                     |                                     |                                     |
|  | O4 Rapids du Colorado                   | O4 Rapids du Colorado                   | 1                                       | 3 (5)                                   | O4 Rapids du Colorado                   | O4 Rapids du Colorado                   | 1                                   | 1                                   |                                     |                                     |  |  |                                     |                                     |                                     |                                     |
|  | 22 et 29 octobre                        |                                         |                                         |                                         | O4 Rapids du Colorado                   | O4 Rapids du Colorado                   | 1                                   | 1                                   |                                     |                                     |  |  |                                     |                                     |                                     |                                     |
|  |                                         |                                         | O2 Dynamo de Houston                    | O2 Dynamo de Houston                    | 3                                       | 3                                       |                                     |                                     |                                     |                                     |  |  |                                     |                                     |                                     |                                     |
|  | O3 Chivas USA                           | O3 Chivas USA                           | O2 Dynamo de Houston                    | O2 Dynamo de Houston                    | 3                                       | 3                                       | 2                                   | 0                                   |                                     |                                     |  |  |                                     |                                     |                                     |                                     |
|  | O3 Chivas USA                           | O3 Chivas USA                           |                                         |                                         |                                         |                                         |                                     | 0                                   |                                     |                                     |  |  |                                     |                                     |                                     |                                     |
|  | O2 Dynamo de Houston                    | O2 Dynamo de Houston                    | 1                                       | 2                                       |                                         |                                         |                                     |                                     |                                     |                                     |  |  |                                     |                                     |                                     |                                     |
|  | O2 Dynamo de Houston                    | O2 Dynamo de Houston                    | 1                                       | 2                                       |                                         |                                         |                                     |                                     |                                     |                                     |  |  |                                     |                                     |                                     |                                     |
|  |                                         |                                         |                                         |                                         |                                         |                                         |                                     |                                     |                                     |                                     |  |  |                                     |                                     |                                     |                                     |

### Résultats

#### Demi-finales de conférence

##### Est
| 21 octobre 2006            | New York Red Bulls | 0 - 1                  | D.C. United |                                                                                 |                                                                                 |
|                            |                    |                        | 77e Gómez   | Giants Stadium, East Rutherford Spectateurs : 8 630 Arbitrage : Michael Kennedy | Giants Stadium, East Rutherford Spectateurs : 8 630 Arbitrage : Michael Kennedy |
| Mendes 76e · Guevara 90+2e | Rapport            | 73e Gómez · 75e Namoff |             | Giants Stadium, East Rutherford Spectateurs : 8 630 Arbitrage : Michael Kennedy | Giants Stadium, East Rutherford Spectateurs : 8 630 Arbitrage : Michael Kennedy |

| 29 octobre 2006 | D.C. United | 1 - 1        | New York Red Bulls |                                                                               |                                                                               |
|                 | Gómez 86e   |              | 70e Altidore       | RFK Memorial Stadium, Washington Spectateurs : 21 455 Arbitrage : Tim Weyland | RFK Memorial Stadium, Washington Spectateurs : 21 455 Arbitrage : Tim Weyland |
| Adu 73e         | Rapport     | 11e Stammler |                    | RFK Memorial Stadium, Washington Spectateurs : 21 455 Arbitrage : Tim Weyland | RFK Memorial Stadium, Washington Spectateurs : 21 455 Arbitrage : Tim Weyland |

Le D.C. United l'emporte par un score cumulé de 2-1.
| 22 octobre 2006           | Fire de Chicago | 1 - 0                             | Revolution de la Nouvelle-Angleterre |                                                                      |                                                                      |
|                           | Mapp 35e        |                                   |                                      | Toyota Park, Bridgeview Spectateurs : 10 217 Arbitrage : Tim Weyland | Toyota Park, Bridgeview Spectateurs : 10 217 Arbitrage : Tim Weyland |
| Herron 16e · Robinson 61e | Rapport         | 34e Heaps · 37e John · 57e Joseph |                                      | Toyota Park, Bridgeview Spectateurs : 10 217 Arbitrage : Tim Weyland | Toyota Park, Bridgeview Spectateurs : 10 217 Arbitrage : Tim Weyland |

| 28 octobre 2006                    | Revolution de la Nouvelle-Angleterre | 2 - 1 a. p. 4–2 t. a. b.                  | Fire de Chicago |                                                                           |                                                                           |
|                                    | Twellman 41e · Noonan 58e            |                                           | 18e Jaqua       | Gillette Stadium, Foxborough Spectateurs : 9 372 Arbitrage : Jair Marrufo | Gillette Stadium, Foxborough Spectateurs : 9 372 Arbitrage : Jair Marrufo |
| Larentowicz 10e · Hernández 14e    | Rapport                              | 31e Segares · 65e Robinson · 116e Jaqua · |                 | Gillette Stadium, Foxborough Spectateurs : 9 372 Arbitrage : Jair Marrufo | Gillette Stadium, Foxborough Spectateurs : 9 372 Arbitrage : Jair Marrufo |
| Cancela · Reis · Noonan · Twellman | Tirs au but 4–2                      | Thiago · Gutierrez · Herron · Guerrero    |                 | Gillette Stadium, Foxborough Spectateurs : 9 372 Arbitrage : Jair Marrufo | Gillette Stadium, Foxborough Spectateurs : 9 372 Arbitrage : Jair Marrufo |

Le Revolution de la Nouvelle-Angleterre l'emporte par un résultat de 4-2 dans la séance de tirs au but après un score cumulé de 2-2.

##### Ouest
| 21 octobre 2006                          | Rapids du Colorado | 1 - 2    | FC Dallas               |                                                                       |                                                                       |
|                                          | Cooke 23e          |          | 15e Ruíz · 55e Thompson | INVESCO Field, Denver Spectateurs : 4 176 Arbitrage : Hilario Grajeda | INVESCO Field, Denver Spectateurs : 4 176 Arbitrage : Hilario Grajeda |
| Gargan 57e · Beckerman 86e · Martins 88e | Rapport            | 90e Ruíz |                         | INVESCO Field, Denver Spectateurs : 4 176 Arbitrage : Hilario Grajeda | INVESCO Field, Denver Spectateurs : 4 176 Arbitrage : Hilario Grajeda |

| 28 octobre 2006                                       | FC Dallas              | 2 - 3 a. p. 4–5 t. a. b.                                        | Rapids du Colorado              |                                                                         |                                                                         |
|                                                       | Ruíz 48e · Goodson 92e |                                                                 | 57e 83e Hernández · 114e Mathis | Pizza Hut Park, Frisco Spectateurs : 15 486 Arbitrage : Abiodun Okulaja | Pizza Hut Park, Frisco Spectateurs : 15 486 Arbitrage : Abiodun Okulaja |
| Gbandi 29e · Saragosa 112e                            | Rapport                | 26e Mastroeni · 53e Winger · 101e Noel ·                        |                                 | Pizza Hut Park, Frisco Spectateurs : 15 486 Arbitrage : Abiodun Okulaja | Pizza Hut Park, Frisco Spectateurs : 15 486 Arbitrage : Abiodun Okulaja |
| Ruíz · O'Brien · Mulrooney · Vanney · Valakari · Sala | Tirs au but 4–5        | Mathis · Hernández · Kirovski · Beckerman · Karanka · Mastroeni |                                 | Pizza Hut Park, Frisco Spectateurs : 15 486 Arbitrage : Abiodun Okulaja | Pizza Hut Park, Frisco Spectateurs : 15 486 Arbitrage : Abiodun Okulaja |

Les Rapids du Colorado l'emportent par un résultat de 5-4 dans la séance de tirs au but après un score cumulé de 2-2.
| 22 octobre 2006 | C.D. Chivas USA          | 2 - 1                         | Dynamo de Houston |                                                                           |                                                                           |
|                 | Razov 45e · Palencia 68e |                               | 75e Ching         | Home Depot Center, Carson Spectateurs : 15 110 Arbitrage : Jorge Gonzalez | Home Depot Center, Carson Spectateurs : 15 110 Arbitrage : Jorge Gonzalez |
| Mendoza 38e     | Rapport                  | 37e De Rosario · 45+1e Onstad |                   | Home Depot Center, Carson Spectateurs : 15 110 Arbitrage : Jorge Gonzalez | Home Depot Center, Carson Spectateurs : 15 110 Arbitrage : Jorge Gonzalez |

| 29 octobre 2006         | Dynamo de Houston              | 2 - 0                                                   | C.D. Chivas USA |                                                                             |                                                                             |
|                         | Davis 64e (pen.) · Ching 90+3e |                                                         |                 | Robertson Stadium, Houston Spectateurs : 17 440 Arbitrage : Michael Kennedy | Robertson Stadium, Houston Spectateurs : 17 440 Arbitrage : Michael Kennedy |
| Clark 59e · Serioux 67e | Rapport                        | 55e Vaughn · 57e, 58e Palencia · 63e Regan · 64e Garcia |                 | Robertson Stadium, Houston Spectateurs : 17 440 Arbitrage : Michael Kennedy | Robertson Stadium, Houston Spectateurs : 17 440 Arbitrage : Michael Kennedy |

Le Dynamo de Houston l'emporte par un score cumulé de 3-2.

#### Finales de conférence

##### Est
| 5 novembre 2006 | D.C. United | 0 - 1     | Revolution de la Nouvelle-Angleterre |                                                                               |                                                                               |
|                 |             |           | 4e Twellman                          | RFK Memorial Stadium, Washington Spectateurs : 19 552 Arbitrage : Kevin Scott | RFK Memorial Stadium, Washington Spectateurs : 19 552 Arbitrage : Kevin Scott |
|                 | Rapport     | 2e Dorman |                                      | RFK Memorial Stadium, Washington Spectateurs : 19 552 Arbitrage : Kevin Scott | RFK Memorial Stadium, Washington Spectateurs : 19 552 Arbitrage : Kevin Scott |

##### Ouest
| 5 novembre 2006 | Dynamo de Houston             | 3 - 1      | Rapids du Colorado |                                                                        |                                                                        |
|                 | Dalglish 10e 21e · Mullan 71e |            | 4e Kirovski        | Robertson Stadium, Houston Spectateurs : 23 107 Arbitrage : Brian Hall | Robertson Stadium, Houston Spectateurs : 23 107 Arbitrage : Brian Hall |
| Clark 17e       | Rapport                       | 17e Mathis |                    | Robertson Stadium, Houston Spectateurs : 23 107 Arbitrage : Brian Hall | Robertson Stadium, Houston Spectateurs : 23 107 Arbitrage : Brian Hall |

#### MLS Cup 2006
| 12 novembre 2006                           | Dynamo de Houston' | 1 - 1 a. p.                               | Revolution de la Nouvelle-Angleterre | Pizza Hut Park, Frisco                        |                                               |
|                                            | Ching 114e         |                                           | 113e Twellman                        | Spectateurs : 22 427 Arbitrage : Jair Marrufo | Spectateurs : 22 427 Arbitrage : Jair Marrufo |
| Davis 23e · Cochrane 99e · Waibel 103e     | Rapport            | 16e Franchino ·                           |                                      | Spectateurs : 22 427 Arbitrage : Jair Marrufo | Spectateurs : 22 427 Arbitrage : Jair Marrufo |
| Gray · Holden · De Rosario · Davis · Ching | Tirs au but 4–3    | Joseph · Reis · Noonan · Twellman · Heaps |                                      | Spectateurs : 22 427 Arbitrage : Jair Marrufo | Spectateurs : 22 427 Arbitrage : Jair Marrufo |

## Leaders statistiques (saison régulière)

### Classement des buteurs (MLS Golden Boot)
| Rang | Joueur            | Club                                 | Buts | Passes | Minutes |
| ---- | ----------------- | ------------------------------------ | ---- | ------ | ------- |
| 1    | Jeff Cunningham   | Real Salt Lake                       | 16   | 11     | 2404    |
| 2    | Christian Gómez   | D.C. United                          | 14   | 11     | 2366    |
| 3    | Ante Razov        | C.D. Chivas USA                      | 14   | 8      | 2485    |
| 4    | Carlos Ruíz       | FC Dallas                            | 13   | 5      | 2113    |
| 5    | Landon Donovan    | Galaxy de Los Angeles                | 12   | 8      | 2147    |
| 6    | Jaime Moreno      | D.C. United                          | 11   | 10     | 2699    |
| 7    | Dwayne De Rosario | Dynamo de Houston                    | 11   | 5      | 2534    |
| 8    | Taylor Twellman   | Revolution de la Nouvelle-Angleterre | 11   | 5      | 2856    |
| 9    | Kenny Cooper      | FC Dallas                            | 11   | 4      | 2453    |
| 10   | Brian Ching       | Dynamo de Houston                    | 11   | 2      | 1822    |

### Classement des passeurs
| Rang | Joueur            | Club                                 | Passes |
| ---- | ----------------- | ------------------------------------ | ------ |
| 1    | Terry Cooke       | Rapids du Colorado                   | 12     |
| 2    | Brad Davis        | Dynamo de Houston                    | 11     |
| 2    | Christian Gómez   | D.C. United                          | 11     |
| 2    | Jeff Cunningham   | Real Salt Lake                       | 11     |
| 2    | Ronnie O'Brien    | FC Dallas                            | 11     |
| 6    | Andy Dorman       | Revolution de la Nouvelle-Angleterre | 10     |
| 6    | Jaime Moreno      | D.C. United                          | 10     |
| 8    | Ivan Guerrero     | Fire de Chicago                      | 9      |
| 8    | Richard Mulrooney | FC Dallas                            | 9      |

### Classement des gardiens
Il faut avoir joué au moins 1000 minutes pour être classé. Les statistiques sont faites seulement sur les matchs où les gardiens sont titulaires. 
| Rang | Gardien       | Club                                 | MJ | MIN  | BE | BE/M |
| ---- | ------------- | ------------------------------------ | -- | ---- | -- | ---- |
| 1    | Jon Conway    | New York Red Bulls                   | 12 | 1080 | 12 | 1.00 |
| 2    | Matt Reis     | Revolution de la Nouvelle-Angleterre | 32 | 2880 | 35 | 1.09 |
| 3    | Troy Perkins  | D.C. United                          | 30 | 2700 | 34 | 1.13 |
| 4    | Kevin Hartman | Galaxy de Los Angeles                | 28 | 2520 | 32 | 1.14 |
| 5    | Preston Burpo | Chivas USA                           | 19 | 1710 | 23 | 1.21 |
| 6    | Darío Sala    | FC Dallas                            | 28 | 2475 | 34 | 1.24 |
| 7    | Zach Thornton | Fire de Chicago                      | 24 | 2160 | 30 | 1.25 |
| 8    | Pat Onstad    | Dynamo de Houston                    | 32 | 2880 | 40 | 1.25 |
| 9    | Bo Oshoniyi   | Wizards de Kansas City               | 29 | 2610 | 41 | 1.41 |
| 10   | Scott Garlick | Real Salt Lake                       | 31 | 2745 | 43 | 1.41 |

## Récompenses individuelles

### Récompenses annuelles
| Trophée                            | Joueur             | Club                                 |
| ---------------------------------- | ------------------ | ------------------------------------ |
| Meilleur joueur (saison régulière) | Christian Gómez    | D.C. United                          |
| Meilleur joueur (finale MLS)       | Brian Ching        | Dynamo de Houston                    |
| Meilleur buteur                    | Jeff Cunningham    | Real Salt Lake                       |
| Meilleur défenseur                 | Bobby Boswell      | D.C. United                          |
| Meilleur gardien                   | Troy Perkins       | D.C. United                          |
| Meilleur rookie                    | Jonathan Bornstein | Chivas USA                           |
| Meilleur entraîneur                | Bob Bradley        | Chivas USA                           |
| Meilleur come-back                 | Richard Mulrooney  | FC Dallas                            |
| Meilleur arbitre                   | Brian Hall         |                                      |
| Meilleur but                       | Brian Ching        | Dynamo de Houston                    |
| Trophée du fair-play (joueur)      | Chris Klein        | Real Salt Lake                       |
| Trophée du fair-play (équipe)      |                    | Wizards de Kansas City               |
| Action humanitaire de l'année      | Michael Parkhurst  | Revolution de la Nouvelle-Angleterre |

### Joueur du mois
| Mois      | Joueur             | Club                   |
| --------- | ------------------ | ---------------------- |
| Avril     | Brian Ching        | Dynamo de Houston      |
| Mai       | Carlos Ruiz        | FC Dallas              |
| Juin      | Jose Burciaga Jr.  | Wizards de Kansas City |
| Juillet   | Jonathan Bornstein | Chivas USA             |
| Août      | Jeff Cunningham    | Real Salt Lake         |
| Septembre | Matt Pickens       | Fire de Chicago        |
| Octobre   | Amado Guevara      | New York Red Bulls     |

### Joueur de la semaine
Il n'y a pas de joueur désigné en semaine 19 pour cause de MLS All-Star Game.
| Semaine    | Joueur                | Club                                 |
| ---------- | --------------------- | ------------------------------------ |
| Semaine 1  | Brian Ching           | Dynamo de Houston                    |
| Semaine 2  | Jaime Moreno          | D.C. United                          |
| Semaine 3  | Cornell Glen          | Galaxy de Los Angeles                |
| Semaine 4  | Alecko Eskandarian    | D.C. United                          |
| Semaine 5  | Landon Donovan        | Galaxy de Los Angeles                |
| Semaine 6  | Dwayne De Rosario     | Dynamo de Houston                    |
| Semaine 7  | Jeff Cunningham       | Real Salt Lake                       |
| Semaine 8  | Jean-Philippe Peguero | New York Red Bulls                   |
| Semaine 9  | Jaime Moreno          | D.C. United                          |
| Semaine 10 | Jeff Cunningham       | Real Salt Lake                       |
| Semaine 11 | Ante Razov            | Chivas USA                           |
| Semaine 12 | Scott Sealy           | Wizards de Kansas City               |
| Semaine 13 | Troy Perkins          | D.C. United                          |
| Semaine 14 | Clint Dempsey         | Revolution de la Nouvelle-Angleterre |
| Semaine 15 | Nicolás Hernández     | Rapids du Colorado                   |
| Semaine 16 | Kenny Cooper          | FC Dallas                            |
| Semaine 17 | Jonathan Bornstein    | Chivas USA                           |
| Semaine 18 | Jeff Cunningham       | Real Salt Lake                       |
| Semaine 20 | Jeff Cunningham       | Real Salt Lake                       |
| Semaine 21 | Chris Klein           | Real Salt Lake                       |
| Semaine 22 | Edson Buddle          | New York Red Bulls                   |
| Semaine 23 | Christian Gómez       | D.C. United                          |
| Semaine 24 | Davy Arnaud           | Wizards de Kansas City               |
| Semaine 25 | Joe Cannon            | Rapids du Colorado                   |
| Semaine 26 | Christian Gómez       | D.C. United                          |
| Semaine 27 | Josh Wolff            | Wizards de Kansas City               |
| Semaine 28 | Jose Burciaga Jr.     | Wizards de Kansas City               |
| Semaine 29 | Amado Guevara         | New York Red Bulls                   |

## Bilan
Il est à signaler que le FC Dallas, le D.C. United, le Dynamo de Houston et le Galaxy de Los Angeles sont invités à participer à la première édition de la SuperLiga qui se déroule en 2007 qui est une compétition qui réunit des clubs mexicains et américains. Le D.C. United est également invité à la Copa Sudamericana 2007.
| Major League Soccer 2006                                  |                                      |
| Champion                                                  | Dynamo de Houston (1er titre)        |
| Play-offs                                                 | D.C. United                          |
| Play-offs                                                 | FC Dallas                            |
| Play-offs                                                 | Revolution de la Nouvelle-Angleterre |
| Play-offs                                                 | Fire de Chicago                      |
| Play-offs                                                 | Dynamo de Houston                    |
| Play-offs                                                 | C.D. Chivas USA                      |
| Play-offs                                                 | Rapids du Colorado                   |
| Play-offs                                                 | Red Bulls de New York                |
| Coupes et trophées                                        |                                      |
| Vainqueur de la Coupe des États-Unis 2006                 | Fire de Chicago                      |
| Qualifications continentales                              |                                      |
| Coupe des champions de la CONCACAF 2007 (quart de finale) | Dynamo de Houston                    |
| Coupe des champions de la CONCACAF 2007 (quart de finale) | D.C. United                          |